# Compton-effect
Onder het compton-effect verstaat men de toename in golflengte door energieverlies dat optreedt als fotonen van röntgen- en gammastraling (energieën van bijvoorbeeld 0,5 MeV tot 3,5 MeV) een interactie (botsing) aangaan met elektronen in een materiaal. Deze verstrooiing van fotonen aan elektronen wordt ook in het algemeen compton-effect of comptonverstrooiing genoemd.
Het effect is genoemd naar de ontdekker Arthur Holly Compton (Nobelprijs 1927). Bij omgekeerde of inverse comptonverstrooiing worden de elektronen juist aan fotonen verstrooid. Comptonverstrooiing aan atoomkernen is ook mogelijk, maar meestal doelt men op verstrooiing aan elektronen.

## Botsing van foton en elektron
De fotonen hebben een energie die groot genoeg is om elektronen uit een baan om hun atoom te slaan. Het foton moet dus een energie hebben die veel groter is dan de bindingsenergie van het elektron. Het compton-effect is eigenlijk een botsing van één foton met een "vrij" elektron. Het foton met de resterende energie wordt uitgezonden in een andere richting dan de invalsrichting, zodat de impuls behouden blijft. Als het foton nog genoeg energie heeft, kan het proces zich herhalen. Omdat de energie van het foton afneemt, is er een corresponderende toename in de golflengte. In het algemeen is er dus een kleine 'roodverschuiving' en verstrooiing van de fotonen als ze door het materiaal gaan. Als er in het materiaal vrije elektronen zijn, zal het effect plaatsvinden bij alle fotonenergieën en dus bij alle golflengten.

## Deeltjeskarakter van licht
Het compton-effect is belangrijk omdat het aantoont dat licht niet alleen een golfkarakter heeft volgens het principe van Huygens-Fresnel. Licht moet zich gedragen alsof het uit deeltjes bestaat om het compton-effect te verklaren. Bij Thomsonverstrooiing blijft de golflengte en dus energie van het invallende licht behouden, zodat daar het deeltjeskarakter van licht niet blijkt.

## Formule voor de golflengteverandering

Een foton met golflengte komt van links, botst met een stilstaand elektron. Een nieuw foton met golflengte verschijnt onder een hoek.

Compton combineerde drie formules om het kwantumgedrag van licht te beschrijven:
- Licht als deeltje, zoals eerder door Albert Einstein gebruikt in het foto-elektrisch effect.
- Relativistische dynamica: speciale relativiteitstheorie
- Trigonometrie: cosinusregel

Dit geeft de formule voor comptonverstrooiing:
{\displaystyle \delta \lambda =\lambda '-\lambda ={\frac {h}{m_{e}c}}(1-\cos {\theta })}
met
{\displaystyle \delta \lambda } de verandering van de golflengte van het invallende licht
{\displaystyle \lambda \,} de golflengte van het foton voor verstrooiing,
{\displaystyle \lambda '\,} de golflengte van het foton na verstrooiing,
{\displaystyle m_{e}} de massa van het elektron,
{\displaystyle \theta \,} de hoek waaronder de richting van het foton verandert (verstrooiingshoek),
{\displaystyle h} constante van Planck en
{\displaystyle c} de lichtsnelheid.
{\textstyle {\frac {h}{m_{e}c}}=2{,}43\times 10^{-12}\,\mathrm {m} } staat bekend als de comptongolflengte.

## Afleiding met impuls- en energiebehoud
Laten we de energie van het verstrooide foton uitrekenen: hier wordt gebruikgemaakt van de energie-impuls 4-vectorennotatie: {\displaystyle k^{\mu }=(k_{0},{\vec {K}})}, en voor een deeltje met een massa {\displaystyle m} geldt:
{\displaystyle {\begin{matrix}&k^{\mu }k_{\mu }&=&k\cdot k&{\mbox{dus}}\\&k^{2}&=&m^{2}&=&k_{0}^{2}-K^{2}&{\mbox{met}}\\\end{matrix}}}
{\displaystyle k_{0}} de tijd-component van {\displaystyle k^{\mu }}, de totale energie van het deeltje.
We kiezen om de notatie te verlichten voor {\displaystyle \hbar =c=1} en later voeren we de echte waarden weer in.
Het inkomende foton heeft als 4-vector: {\displaystyle k^{\mu }=(E_{\gamma },{\vec {K}})},
Het "vrije" elektron heeft als 4-vector: {\displaystyle p^{\mu }=(m_{e},{\vec {0}})},
Het verstrooide foton heeft als 4-vector: {\displaystyle k'^{\mu }=(E'_{\gamma },{\vec {K}}')},
Het verstrooide elektron heeft als 4-vector: {\displaystyle p'^{\mu }=(E'_{e},{\vec {P}}')}.
Omdat het foton geen rustmassa heeft, geldt:
{\displaystyle {\begin{matrix}&k^{2}&=&k'^{2}&=&0,&{\mbox{en dus}}\\&E_{\gamma }&=&K,\\&E'_{\gamma }&=&K'\end{matrix}}}
Voor het product van de 4-vectoren van de fotonen geldt:
{\displaystyle {\begin{matrix}&k^{\mu }k'_{\mu }&=&k\cdot k'&{\mbox{en dit levert op:}}\\&E_{\gamma }E'_{\gamma }-{\vec {K}}\cdot {\vec {K}}'&=&E_{\gamma }E'_{\gamma }(1-\cos \theta ),\\\end{matrix}}}
Aan de elektronenkant geldt voor het product van de 4-vectoren:
{\displaystyle {\begin{matrix}&p^{\mu }p'_{\mu }&=&p\cdot p'&=&m_{e}E'_{e},\\&(p^{\mu }-p'^{\mu })^{2}&=&2m_{e}^{2}-m_{e}E'_{e}\end{matrix}}}
Bij zo een proces geldt behoud van energie en impuls, dus:
{\displaystyle {\begin{matrix}&k^{\mu }+p^{\mu }&=&k'^{\mu }+p'^{\mu },\\\end{matrix}}}
rangschikken we deze vergelijking in
{\displaystyle {\begin{matrix}&k^{\mu }-k'^{\mu }&=&p'^{\mu }-p^{\mu },\\\end{matrix}}}
en kwadrateren geeft de Klein-Nishina-formule:
{\displaystyle {\begin{matrix}&(k^{\mu }-k'^{\mu })^{2}&=&(p'^{\mu }-p^{\mu })^{2}&{\mbox{wat leidt tot:}}\\&-2E_{\gamma }E'_{\gamma }(1-\cos \theta )&=&2m_{e}^{2}-2m_{e}E'_{e}&{\mbox{waar:}}\\&E'_{e}&=&E_{\gamma }-E'_{\gamma }+m_{e}&{\mbox{invullen geeft:}}\\&E_{\gamma }E'_{\gamma }(1-\cos \theta )&=&m_{e}(E_{\gamma }-E'_{\gamma })\end{matrix}}}
Uit de bovenste vergelijking volgt:
{\displaystyle E'_{\gamma }={\frac {E_{\gamma }}{1+{\frac {E_{\gamma }}{m_{e}}}(1-\cos \theta )}}}
{\displaystyle m_{e}} is de rustmassa van het elektron. Deze is gelijk aan {\displaystyle 0{,}511\ \mathrm {MeV} /c^{2}}, en {\displaystyle c} is de lichtsnelheid.